# Queensboro Bridge Trolley Shuttle
| Spurweite: | 1435 mm (Normalspur) |                        |                        |
| |                      |                        |                        |
| \| \| \| 2nd Av/59th & 60th Sts \| \| \| \| \| \| \| \| \| \| Queensboro Bridge \| \| \| \| \| East River \| \| \| \| \| Welfare Island \| \| \| \| \| East River \| \| \| \| \| Vernon Boulevard \| \| \| \| \| Queensboro Plaza \| \| \| \| \| \| \| |                      |                        |                        |
| U-Bahn-Strecke von links (im Tunnel) · U-Bahn-Bahnhof quer (im Tunnel) · U-Bahn-Strecke von rechts (im Tunnel) |                      | 2nd Av/59th & 60th Sts | 2nd Av/59th & 60th Sts |
| U-Bahn-Strecke nach links (im Tunnel) · U-Bahn-Abzweig von links und von rechts (im Tunnel) · U-Bahn-Strecke nach rechts (im Tunnel) |                      |                        |                        |
| U-Bahn-Tunnelende |                      | Queensboro Bridge      | Queensboro Bridge      |
| U-Bahn-Strecke unter Wasserlauf Anfang Hochstrecke |                      | East River             | East River             |
| U-Bahn-Haltepunkt / Haltestelle |                      | Welfare Island         | Welfare Island         |
| U-Bahn-Strecke unter Wasserlauf |                      | East River             | East River             |
| U-Bahn-Haltepunkt / Haltestelle Ende Hochstrecke |                      | Vernon Boulevard       | Vernon Boulevard       |
| U-Bahn-Bahnhof · U-Bahn-Bahnhof |                      | Queensboro Plaza       | Queensboro Plaza       |
| |                      |                        |                        |

Der Queensboro Bridge Trolley Shuttle war die letzte Straßenbahnstrecke in New York City. Er befuhr die Queensboro Bridge über den East River, um die westliche Endstation in Manhattan mit Welfare Island und der östlichen Endstation in Queens zu verbinden.
Die Straßenbahnverbindung bestand von 1909 bis 1957. Die westliche Endstation lag unterirdisch am Fuß der Brückenrampe östlich der Second Avenue zwischen 59. Straße und 60. Straße. Die Stationen für Welfare Island und über dem Vernon Boulevard in Long Island City bestanden aus je einem Bahnsteig auf der Brücke und einem Personenaufzug. Die östliche Endstation befand sich unter dem Hochbahnhof Queensboro Plaza der New York City Subway.
Der Queensboro Bridge Trolley Shuttle ist nicht zu verwechseln mit seinem indirekten Nachfolger, der Luftseilbahn Roosevelt Island Tramway zwischen Manhattan und Roosevelt Island. Die seit 1973 als Roosevelt Island bezeichnete Insel erhielt im 20. Jahrhundert zweimal einen neuen Namen: Sie hieß bis 1921 Blackwell’s Island und danach bis 1973 Welfare Island.

## Geschichte

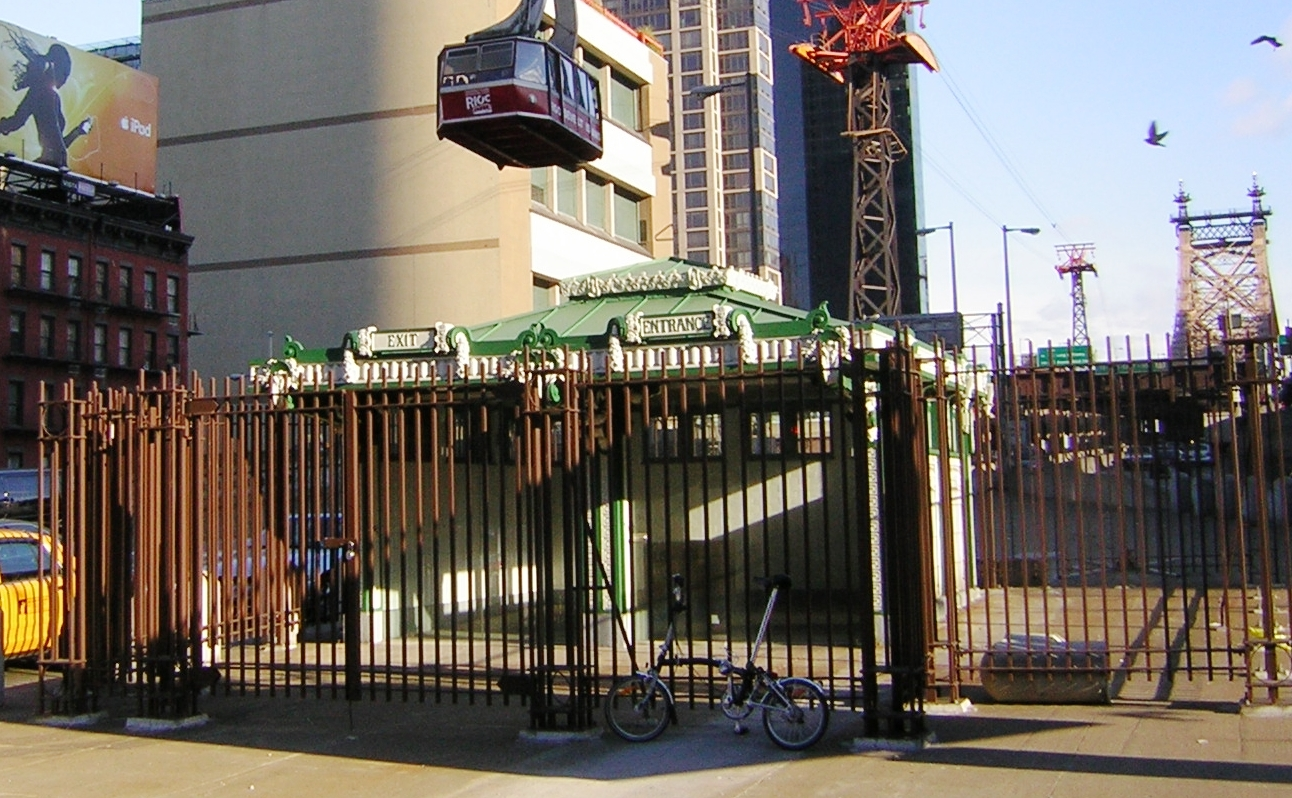
Ehemaliger Eingang zur unterirdischen Endstation auf der Manhattan-Seite der Brücke. Am oberen Bildrand eine Gondel der Roosevelt Island Tramway.

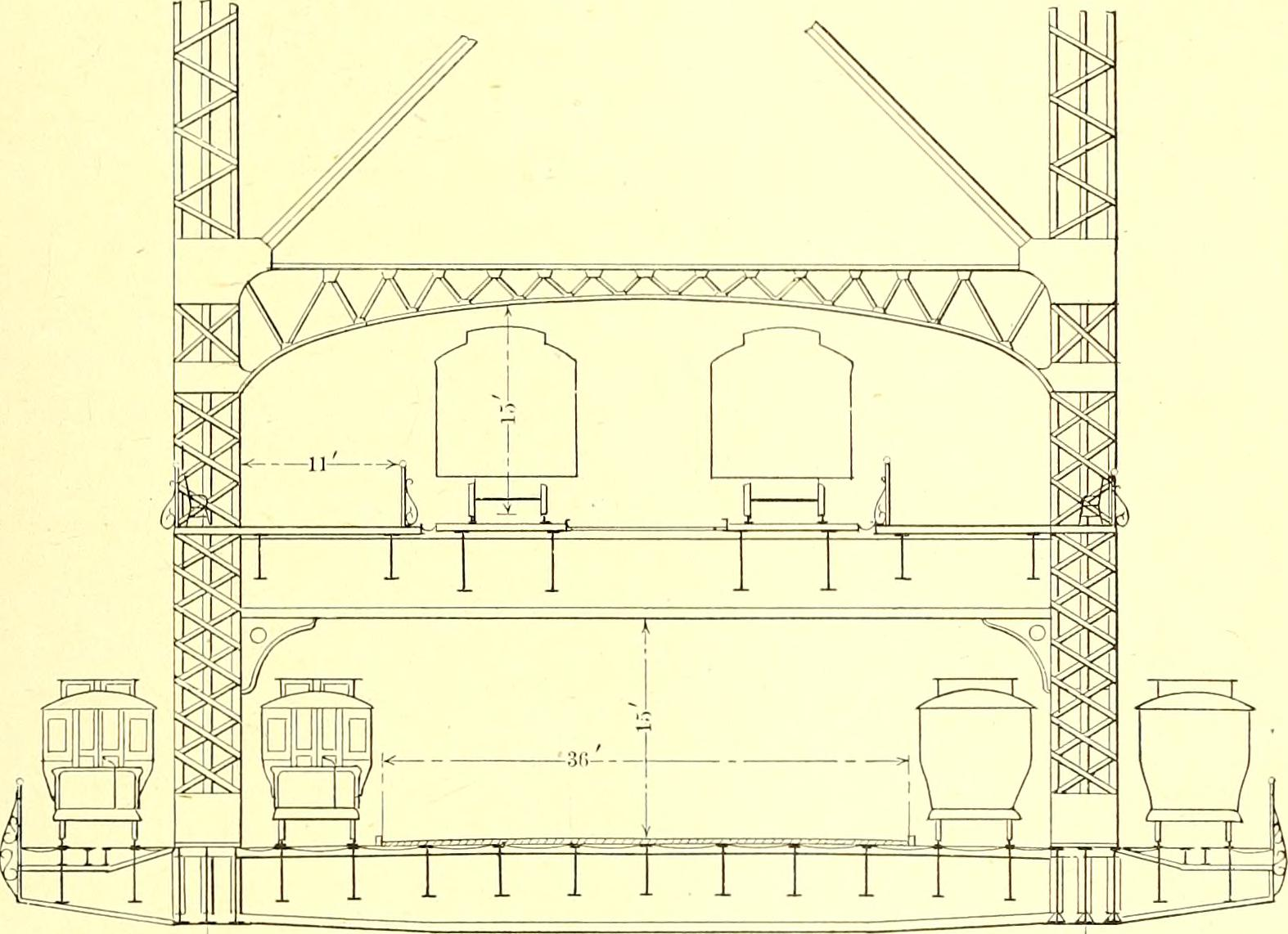
Querschnitt durch das Profil der Queensboro Bridge wie bei der Planung vorgesehen. Auf dem oberen Deck fuhren Hochbahnen, auf dem unteren Straßenbahnen. Die inneren Straßenbahngleise wurden als erste entfernt, der Shuttle fuhr nur auf den außen angeordneten.

Nachdem die Stadt New York am 30. März 1909 die Queensboro Bridge eröffnet hatte, verlegte sie Straßenbahngleise auf der Brücke und begann am 19. September des Jahres in Eigenregie den Betrieb des Shuttles. In Manhattan endete die Shuttleverbindung in einer unterirdischen, mehrgleisigen Straßenbahnstation und in Queens an der Straßenoberfläche.
Zusätzlich gab es auf beiden Seiten Gleisverbindungen zum Streckennetz der örtlichen Straßenbahngesellschaften. Die Stadt verlangte von den privaten Verkehrsunternehmen Gebühren für die Benutzung der Brückengleise, die als so hoch beschrieben wurden, dass die ersten beiden Betreibergesellschaften ihre Konzessionen nach 10 Jahren Betriebszeit zurückgaben.
Vom 21. November 1909 bis 28. Dezember 1912 wurde die Bahn durch die South Shore Traction Company betrieben, die plante, eine durchgehende Verbindung von Manhattan bis ins Suffolk County im Osten von Long Island zu bauen. Danach übernahm die Manhattan and Queens Traction Corporation den Betrieb des Shuttles, und verlängerte die Strecke 1913 über den Queens Boulevard bis nach Jamaica. Dieser Streckenteil wurde jedoch 1937 nach Eröffnung der IND Queens Boulevard Line der städtischen Independent Subway stillgelegt.
Ebenfalls fuhren folgende Linien anderer Gesellschaften, insbesondere der New York and Queens County Railway und der Third Avenue Railway auf der Brücke:
- Astoria (1910–1939)
- Flushing and Corona Point (1910–1925)
- Corona (1910–1925)
- Steinway (1910–1939)
- 42nd Street Crosstown (1910–1950)

Blackwell’s Island war im 19. und bis zur ersten Hälfte des 20. Jahrhunderts von der Nutzung mit Krankenhäusern, Pflegeheimen, Straf- und Verwahranstalten geprägt, woraufhin sie 1921 den Namen Welfare Island bekam. Das Fahrgastaufkommen blieb begrenzt.
Die Straßenbahnen wichen zur Mitte des 20. Jahrhunderts der Massenmotorisierung und dem Omnibusverkehr. Die Hochbahngleise und Straßenbahngleise auf der Brücke wurden, mit Ausnahme des Shuttlegleises, durch Fahrspuren für den Straßenverkehr ersetzt. Der Shuttleverkehr wurde alleine zur Anbindung von Welfare Island beibehalten. Nachdem ab 1955 die Welfare Island Bridge für die Straßenverbindung der Insel von Queens aus sorgte, wurde der Shuttleverkehr 1957 eingestellt und wurden die Betriebsanlagen entfernt.
Ab 1969 sollte die staatliche New York State Urban Development Corporation die Insel mit autofreien Wohngebieten entwickeln. Die Insel wurde 1973 in Roosevelt Island umbenannt. Es wurde seit 1965 eine U-Bahn-Anbindung geplant, deren Bau dann als Teil des Aktionsprogramms von 1968 begonnen wurde. Die Krise des städtischen Haushalts in den 1970en Jahren führte dazu, dass der U-Bahnhof Roosevelt Island als Teil der neuen IND 63rd Street Line erst 1989 eröffnet werden konnte. Um dennoch eine direkte Verbindung nach Manhattan herzustellen, wurde Von Roll mit dem Bau der Luftseilbahn Roosevelt Island Tramway beauftragt, die 1976 in Betrieb ging. Ab 1984 wurden neue Großwohnsiedlungen entwickelt.
Auf der nördlich angeordneten früheren Gleistrasse des Queensboro Bridge Trolley Shuttle verlief ab dem Jahr 2000 ein kombinierter Geh- und Radweg. Seit 2025 ist die südlich angeordnete frühere Gleistrasse ein Gehweg, der Weg auf der Nordseite ein Radweg.